# Мунго (река)
Мунго (фр. Moungo, англ. Mungo) — река в Прибрежном регионе на западе Камеруна. Впадает в Атлантический океан. Бассейн реки покрывает южную сторону Камерунской линии активных и потухших вулканов.

## Описание

Бассейн Мунго

Площадь водосбора реки Мунго — 4200 км², её длина составляет 150 км. Мунго берёт начало на горах Рюмпи и питается притоками с горы Купе и гор Бакосси. Река судоходна к югу от посёлка Мандаме примерно на 100 км вниз по течению на участке прибрежной равнины. После этого река входит в мангровые болота, где разделяется на многочисленные небольшие каналы, впадающие в эстуарий Камеруна. В эстуарий также впадают такие реки, как Вури и Дибамба, а он, в свою очередь, впадает в Гвинейский залив в Дуала. Приливная волна поднимается вверх по реке на 40 км, а во время отлива обнажаются большие отмели и песчаные банки.
Один из европейских путешественников так описал низовья реки в 1896 году: «Берега Мунго великолепно покрыты лесами … и всё здесь изобилует жизнью. Можно увидеть орланов, цапель и обезьян, а также разноцветных попугаев на деревьях, а на поверхности воды порхают бабочки и стрекозы размером с воробья. Время от времени можно услышать трубные звуки слонов, вой хищников, меланхолическое и монотонное гудение игуан». Он отметил, что примерно в 35 км от устья реки лес начали расчищать для выращивания бананов, кокоямов, кукурузы и сахарного тростника.

## История
Швед Кнут Кнутсон несколько лет жил в верховьях долины Мунго в то время, когда немцы заявляли о своих правах на эту территорию как на колонию. Он представляет интересный, хотя и несколько фантастический отчет о традициях, согласно которым племя «биафра», основанное на верхнем Мунго, когда-то управляло обширным королевством, простирающимся на север до озера Чад и на юг до реки Конго. Другое раннее европейское исследование реки было предпринято польским исследователем Стефаном Шолц-Рогозинским в 1883 году. Он надеялся создать свободную колонию для польских эмигрантов.
К концу 1884 года, после того, как немцы открыли пост в Дуале, они столкнулись с проблемами с местными вождями племён дуала, которых британцы поощряли сопротивляться попыткам Германии открыть прямую торговлю с внутренними территориями. Лидером на реке Мунго был король Белл, который несколько месяцев держал блокаду, но в конце концов был вынужден уступить из-за разобщённости среди племён и военного корабля европейцев. Позже, когда немцы переключили своё внимание на реку Санага, Белл на некоторое время восстановил свой контроль.
Когда немецкая колония Камерун была разделена после Первой мировой войны, Мунго образовала часть границы между французскими и британскими колониями, которые взяли на себя контроль над Камеруном. Граница разделяла народы речной долины, в том числе народ бакоси, хотя они продолжали поддерживать тесные отношения через реку. Ниже по течению, недалеко от устья, племена дуала и манго тоже оказались разделены.
В настоящее время река образует границу между Прибрежным и Юго-Западным регионами Камеруна. Экология устья находится под угрозой из-за растущего загрязнения промышленными и сельскохозяйственными отходами, что угрожает как уловам рыбы, так и здоровью населения.